# Phạm Văn Tý
Phạm Văn Tý (ur. 15 maja 1955) – wietnamski zapaśnik walczący w stylu wolnym. Olimpijczyk z Moskwy 1980, gdzie zajął trzynaste miejsce w wadze koguciej.

## Letnie Igrzyska Olimpijskie 1980
| Konkurencja      | Rundy eliminacyjne             | Rundy eliminacyjne          | Klas. końcowa |
| Konkurencja      | Przeciwnik I                   | Przeciwnik II               | Miejsce       |
| ---------------- | ------------------------------ | --------------------------- | ------------- |
| 57 kg styl wolny | Juan Rodríguez Perdono (CUB) P | Karim Salman Muhsin (IRQ) P | 13.           |